# Hans-Luzi Kindschi
Hans-Luzi Kindschi (* 1963) ist ein ehemaliger Schweizer Skilangläufer.

## Werdegang
Kindschi, der für den SC Davos startete, trat national erstmals bei den Schweizer Meisterschaften 1980 in der Lenk in Erscheinung. Dort gewann er Silber mit der Staffel. In der Saison 1981/82 holte er bei den Schweizer Meisterschaften 1982 erneut Silber mit der Staffel und belegte bei den Junioren-Skiweltmeisterschaften 1982 in Murau den 12. Platz über 15 km und den zehnten Rang mit der Staffel. Im folgenden Jahr errang er bei den Junioren-Skiweltmeisterschaften in Kuopio den 22. Platz über 10 km und den sechsten Platz mit der Staffel. Bei den Schweizer Meisterschaften 1985 in Einsiedeln gewann er Bronze mit der Staffel. Zudem wurde er dort jeweils Zehnter über 30 km und 50 km. Im folgenden Jahr errang er bei den Schweizer Meisterschaften 1986 in Trun den zweiten Platz mit der Staffel. In der Saison 1986/87 belegte er bei den Schweizer Meisterschaften 1987 in Blonay den achten Platz über 30 km klassisch und den vierten Rang über 15 km klassisch. Zudem holte er dort Bronze über 50 km Freistil und Gold mit der Staffel und wurde daraufhin für die nordischen Skiweltmeisterschaften 1987 in Oberstdorf nominiert. Dort lief er auf den 32. Platz über 15 km klassisch und auf den 28. Rang über 30 km klassisch. Bei den Schweizer Meisterschaften 1988 in Sparenmoos wurde er Fünfter über 15 km klassisch und Dritter mit der Staffel. Nach Platz zwei über 15 km Freistil in Maloja zu Beginn der Saison 1988/89 kam er bei den Schweizer Meisterschaften 1989 auf den siebten Platz über 15 km klassisch, auf den sechsten Rang über 50 km Freistil und auf den zweiten Platz mit der Staffel. Beim Saisonhöhepunkt, den nordischen Skiweltmeisterschaften 1989 in Lahti, belegte er den 41. Platz über 15 km Freistil, den 17. Rang über 50 km Freistil und zusammen mit Jürg Capol, Hans Diethelm und Giachem Guidon den 12. Platz in der Staffel. Nachdem er nach der Saison 1989/90 aus dem A-Kader der Nationalmannschaft ausgetreten war, belegte er bei den Schweizer Meisterschaften 1991 den siebten Platz über 30 km klassisch. Aufgrund einer Verletzung von Jürg Capol wurde er für die nordischen Skiweltmeisterschaften 1991 im Val di Fiemme nachnominiert. Dort lief er auf den 40. Platz über 15 km Freistil und auf den 27. Rang über 30 km klassisch. In der Saison 1991/92 gewann er die Suisse-Loppet-Gesamtwertung.